# Липпе-Атах
Липпе-Атах — село в Верхневилюйском улусе Якутии России. Административный центр и единственный населённый пункт Онхойского наслега. Население — 637 чел. (2021) .

## География
Село расположено в пределах географической зоны таёжных лесов Вилюйского плато Среднесибирского плоскогорья. Находится в левобережье реки Вилюй в 37 км к северо-западу от улусного центра — села Верхневилюйск (50 км по автодорогам).
Уличная сеть
- Переулок: Западная пер.
- Улицы: ул. Билии, ул. Дружба, ул. Луговая, ул. Механизаторов, ул. Мира, ул. Новая, ул. Центральная.

Климат
В населённом пункте, как и во всем районе, климат резко континентальный, с продолжительным зимним и коротким летним периодами. Максимальная амплитуда средних температур самого холодного месяца — января и самого теплого — июля составляет 80-97°С. Суммарная продолжительность периода со снежным покровом — 6-7 месяцев в год. Среднегодовая температура составляет 11,1°С.

## История
Согласно Закону Республики Саха (Якутия) от 30 ноября 2004 года N 173-З N 353-III село возглавило образованное муниципальное образование Онхойский наслег.

## Население
| 2002 | 2010 | 2012 | 2013 | 2014 | 2015 | 2016 | 2017 | 2018 | 2019 | 2020 |
| ---- | ---- | ---- | ---- | ---- | ---- | ---- | ---- | ---- | ---- | ---- |
| 558  | ↗620 | ↗623 | ↘617 | ↗624 | ↗630 | ↗634 | ↗636 | ↘633 | ↗643 | ↘631 |
| 2021 |      |      |      |      |      |      |      |      |      |      |
| ↗637 |      |      |      |      |      |      |      |      |      |      |

Национальный состав
Согласно результатам переписи 2002 года, в национальной структуре населения якуты составляли 87 % от общей численности населения.

## Инфраструктура
Животноводство (мясо-молочное скотоводство, мясное табунное коневодство).
Клуб, неполная средняя общеобразовательная школа, учреждения здравоохранения и торговли.
В 2019 году пришел оптоволоконный интернет «Вилюйский экспресс».